# Torture
Pour les articles homonymes, voir Torture (homonymie).
 Mise en garde médicale
La torture est l'utilisation volontaire de la violence pour infliger une forte souffrance à un individu. En droit international coutumier, des éléments clés de la définition de la torture ont fait l'objet de références officielles : en résumé, elle implique « une douleur ou souffrance aiguë, physique ou mentale, infligée intentionnellement ». La Convention inter-américaine pour la prévention et la répression de la torture en étend la définition aux cas d'« applications de méthodes visant à annuler la personnalité de la victime ou à diminuer sa capacité physique ou mentale, même si ces méthodes et procédés ne causent aucune douleur physique ou angoisse psychique ». La distinction entre « torture » et « peine ou traitement cruel, inhumain ou dégradant » est sujette à débats et à variations selon la jurisprudence et les tribunaux.
Elle peut être utilisée comme châtiment, comme moyen de coercition pour obtenir quelque chose, afin d'inspirer la terreur et la domination, ou encore par cruauté. Elle est notamment employée pour obtenir des aveux ou autres informations secrètes — le Moyen Âge parle alors de « question » —, ainsi que pour terroriser des populations ou des organisations, en ciblant certains individus afin que les autres restent passifs de peur d'être victimes à leur tour. Elle peut volontairement aboutir à la mort de l'individu, il s'agit alors du supplice, qui vise à amener la mort de façon très douloureuse, voire à la retarder le plus possible, pour prolonger l'agonie.
D'innombrables méthodes de tortures ont été ou sont employées, en fonction de la technologie disponible, de la culture des tortionnaires, des ressources locales, etc. Elles passent par toutes sortes d'agressions, physiques sur le corps de l'individu, ou psychologiques reposant sur la peur, la tristesse ou autres émotions. Les actes de torture produisent le plus souvent des séquelles, notamment des mutilations physiques et des traumatismes psychologiques. Pour le tortionnaire ou bourreau, torturer peut éventuellement répondre à des pulsions sadiques ou s'inscrire dans la soumission à l'autorité (expérience de Milgram), mais souvent lui aussi en ressort profondément marqué.
La torture a été pratiquée dans la plupart des civilisations à toutes les époques de l'histoire, notamment dans des contextes de guerre ou autres formes de conflit, ou au service du pouvoir judiciaire. La Déclaration universelle des droits de l'homme, adoptée le 10 décembre 1948 par l'ONU, est le premier texte international à déclarer illégale la torture, dans son article 5 : « Nul ne sera soumis à la torture, ni à des peines ou traitements cruels, inhumains ou dégradants. » Les quatre Conventions de Genève adoptées en 1949 et leurs Protocoles additionnels (1977) prohibent la torture (qui ne s'identifie pas, malgré les ressemblances et les zones d'indiscernabilité, à la notion de « peine ou traitement cruel, inhumain ou dégradant »). D'autres textes internationaux ou régionaux l'interdisent également dans les années suivantes. Le premier est la Convention européenne des droits de l'homme, adoptée en 1951 par le Conseil de l'Europe, qui est le premier traité interdisant la torture (article 3).

## Méthodes et instruments
De tous temps, différents moyens de torture furent utilisés par les bourreaux. Ils incluaient notamment le chevalet, les brodequins, l'estrapade, le chat à neuf queues, la torture par l'eau, le supplice de la roue, la « chatte » (cata, catha, utilisée lors du procès de Pierre de Torrenté) ou le supplice du pal.
L'asphyxie par absorption d'eau a longtemps été niée en tant que torture mais des décisions juridiques sont intervenues pour tenter d'interdire cette pratique en la qualifiant ainsi. Actuellement[Quand ?], son statut de torture est officiellement reconnu mais cette pratique est toujours autorisée sous certaines conditions[C'est-à-dire ?].

### Produits chimiques
Les victimes peuvent être forcées à ingérer des produits, chimiques ou non (par exemple du verre pilé), pour infliger une douleur et des dégâts internes. Des produits irritants peuvent être introduits dans le rectum ou le vagin, ou appliqués sur les parties génitales. Des brûlures chimiques sur la peau sont utilisées comme moyen de torture dans les prisons syriennes.
La torture chimique peut consister à administrer à une personne une drogue pendant une longue période, provoquant ainsi une forte dépendance, puis un sevrage pénible pouvant durer plusieurs années. L'administration forcée de médicaments est également utilisée, souvent à des doses toxiques, pour punir des dissidents politiques et/ou religieux. Des agents chimiques psychotropes donnent la possibilité d'induire à volonté panique, dépression, psychose, délire et douleur extrême.

### Électricité

#### Gégène
Gégène est un terme de l'argot militaire français, diminutif de « génératrice », qui désigne une dynamo électrique manuelle en dotation dans l'armée de terre française de 1954 à 1962, utilisée pour fournir une alimentation électrique au poste de radio C5. Elle a été détournée par certains militaires français durant la guerre d'Algérie dans des interrogatoires pour torturer des personnes en leur appliquant les électrodes afin de faire circuler un courant électrique entre diverses parties du corps.

#### Électrisation
L'électrisation est couramment utilisée comme moyen de torture par le régime syrien, parfois après une douche ou la dispersion d'un liquide sur le corps du détenu, en particulier sur des zones sensibles du corps (cou, ventre, organes génitaux, etc.),,,,.

#### Utilisation du pistolet à impulsion électrique
L'usage du pistolet à impulsion électrique distribué par l'entreprise Taser est mis en cause pour la douleur qu'il cause et le risque mortel qu'il fait courir à ceux qui en sont victimes par des ONG internationales et nationales comme Amnesty International, Human Rights Watch, la FIDH ou encore Raid-H.
Le « Comité de l'ONU contre la torture et autres peines ou traitements cruels, inhumains ou dégradants » est arrivé à la conclusion, dans sa 39e session (novembre 2007), que l'utilisation de ce pistolet à impulsion électrique « provoque une douleur aiguë constituant une forme de torture ».
Une commission d'enquête parlementaire a été créée en France afin de juger des inconvénients de l'outil, parmi lesquels son utilisation comme instrument de torture.

### Tortures imaginaires
Bien que la liste des techniques et moyens de torture soit pratiquement illimitée, certains ont réussi à l'allonger en créant de toutes pièces des instruments dont il n'existe aucune trace historique.
C'est le cas de la célèbre vierge de fer, ou vierge de Nuremberg, inventée en 1793 par le philosophe allemand Johann Philipp Siebenkees, à partir d'une prétendue mention figurant dans La Chronique de Nuremberg datée de 1493.

### Muséologie
La quasi-totalité des instruments de tortures présentés dans les musées spécialisés sont des reproductions, comme l'a établi Wolfgang Schild, professeur d'histoire du droit pénal à l'université de Bielefeld.
Il existe un musée sur cette thématique à Amsterdam, à Saint-Marin, à Bruges, à Vienne, à Zagreb ainsi que dans bien d'autres villes.

### Évolution de la notion depuis 1948

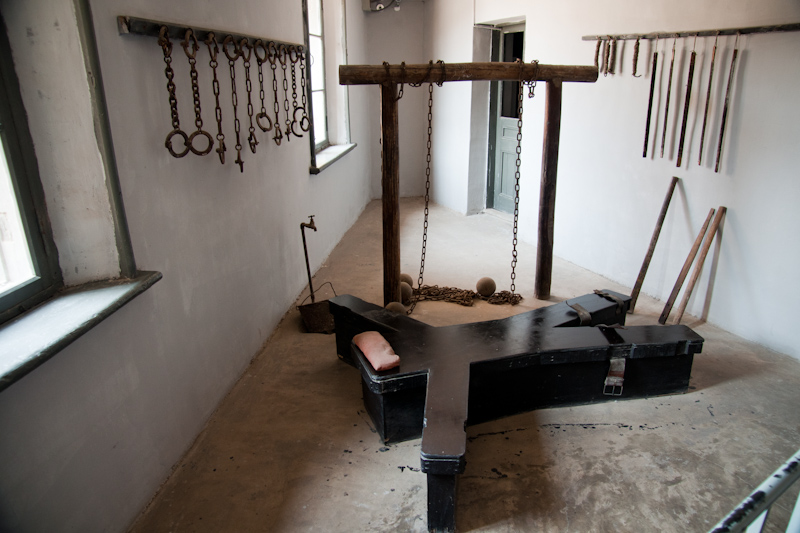
Chambre de torture dans la prison de Lüshun en Chine.

Les organes et mécanismes internationaux relatifs aux droits humains, les commissions et tribunaux régionaux en la matière et les tribunaux pénaux internationaux mis en place pour l'ex-Yougoslavie et le Rwanda ont estimé que certains cas d'atteintes aux droits humains qu'ils examinaient constituaient des actes de torture ou des mauvais traitements venant s'ajouter à l'utilisation ordinaire de la torture en tant que méthode d'interrogatoire.
Ces cas concernaient les domaines suivants : les actes d'intimidation, la privation sensorielle, certaines conditions de détention telles que le surpeuplement excessif, les disparitions (torture pour les victimes et pour leurs familles), destruction délibérée de la maison, les expériences médicales ou scientifiques non consenties, les expériences biologiques non consenties, les châtiments corporels, l'usage excessif de la force dans les tâches de maintien de l'ordre, la discrimination raciale, les atteintes aux droits humains commises lors des conflits armés, les formes de torture liées au sexe : viols, pratiques culturelles telles que les mutilations génitales féminines, meurtres « d'honneur », avortements forcés, stérilisation forcée.
Les violences faites aux femmes, quelles que soient les circonstances, sont ainsi visées par les textes et les instances de défense des droits humains (TPIY et TPI). Les violences faites aux enfants restent presque toujours impunies. L'application de la peine de mort fait question.

### Torture et actes de barbarie
Les malfaiteurs, y compris les organisations terroristes et le crime organisé, utilisent parfois la torture (voir l'article 222-1 du code pénal français, qui évoque la « torture et les actes de barbarie »). Les chauffeurs, brûlant les pieds de leurs victimes pour en obtenir le butin, étaient célèbres (voir par exemple les chauffeurs d'Orgères et les chauffeurs de la Drôme).
Ces actes, qui sont parfois aussi commis hors du crime organisé (affaire Ilan Halimi, par exemple, torturé puis brûlé vif), sont souvent classés parmi les faits divers.

## Historique

### Peuples autochtones et rites d'initiation

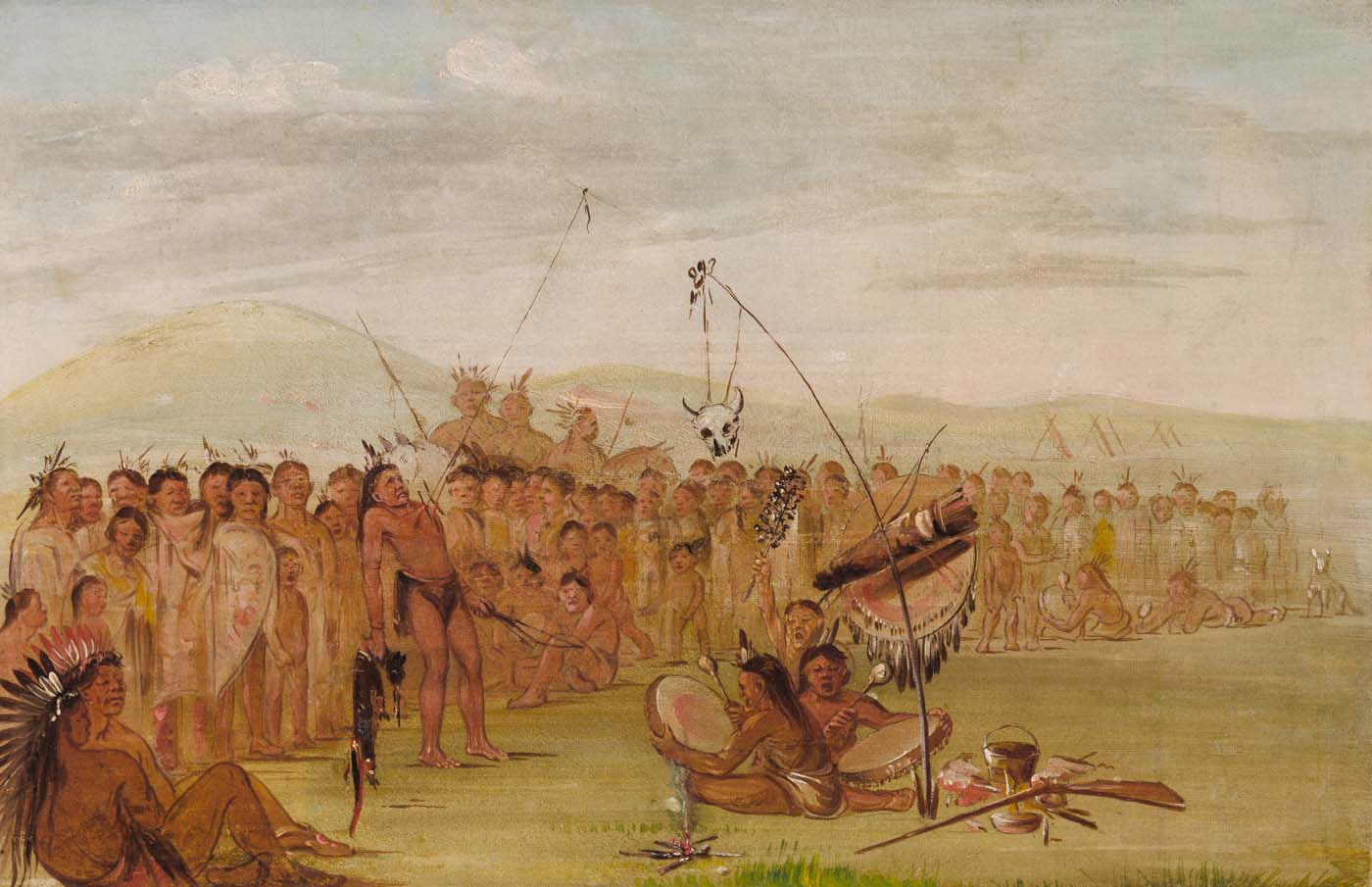
L'auto-torture dans une cérémonie religieuse sioux, peinture de George Catlin, 1835-1837.

Bien que ne relevant pas de la torture au sens moderne (c'est-à-dire qu'elle ne vise ni à obtenir des aveux ou des renseignements, ni à terrifier une population), les peuples autochtones utilisent parfois des moyens s'apparentant, pour des observateurs extérieurs, à des actes de torture, dans le cadre de rites d'initiation. Le peintre George Catlin a observé de telles cérémonies, chez les Mandans, aux États-Unis, au XIXe siècle, de même que l'ethnologue Pierre Clastres, chez les Guayaki et les Mbaya-Guaycurú (Paraguay), au XXe siècle. Clastres note, par exemple, que la scarification s'effectue délibérément avec les instruments les plus douloureux possibles (par exemple une pierre mal aiguisée). La douleur doit être telle qu'elle conduit à l'évanouissement (comparé, par le shaman mandane, à la mort).

### Europe jusqu'auXVIIIesiècle

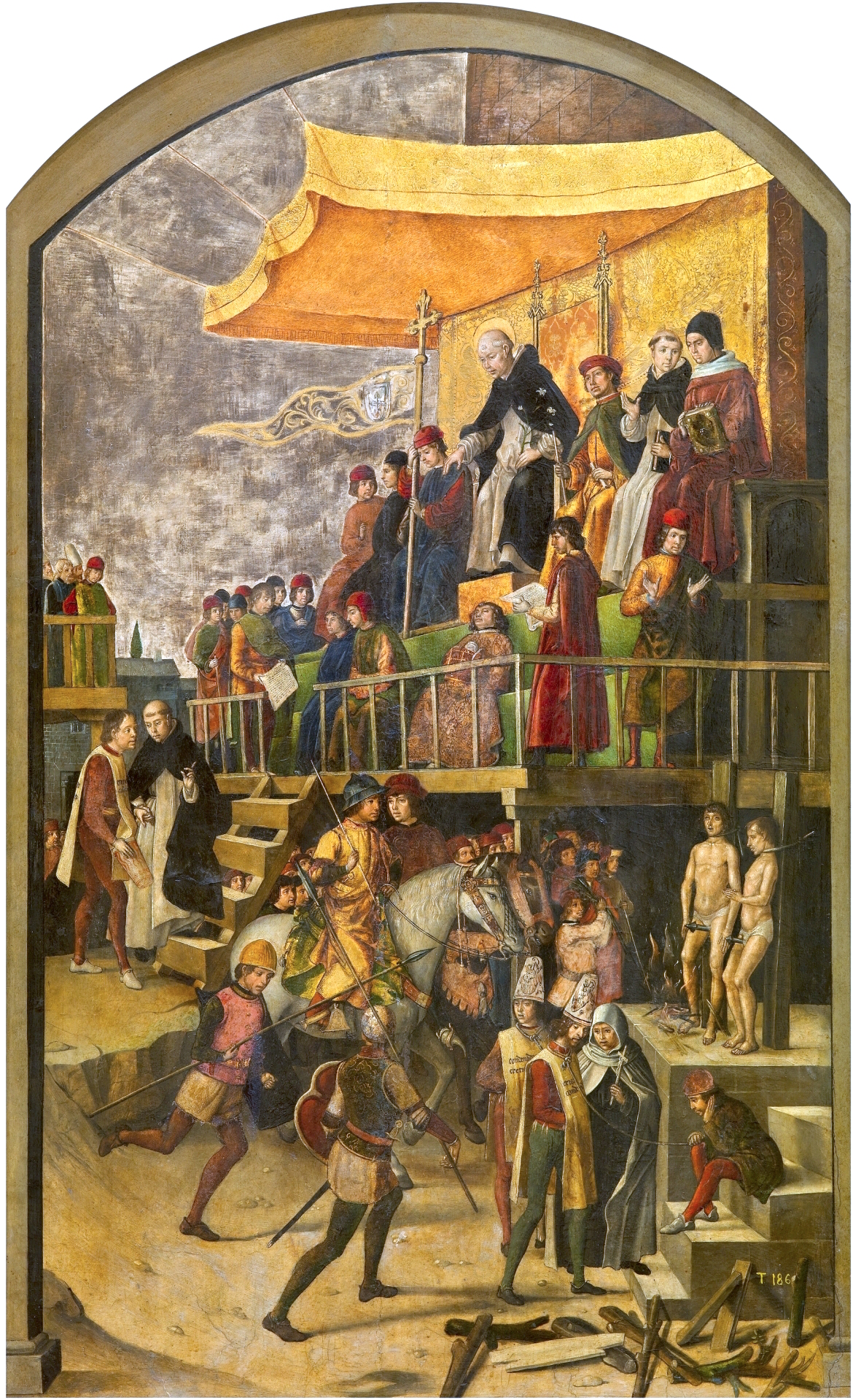
Saint Dominique présidant un autodafé durant lequel l'Église fait usage de la torture. Tableau de Pedro Berruguete, vers 1495, musée du Prado (Madrid).

#### Antiquité gréco-romaine
En Europe, l'histoire de la torture, aussi appelée « la question » (ou « soumettre à la question »), a été intimement liée avec la recherche de la vérité, des écrits d'Ulpian (IIIe siècle) à Pillius (XIIe siècle) et bien d'autres[réf. nécessaire].
En Grèce antique, Périllos d'Athènes conçut pour Phalaris, tyran d'Akragas, une colonie grecque de Sicile, le taureau d'airain au VIe siècle av. J.-C. Il s'agit de l'un des plus anciens instruments de torture connu utilisé en Europe.
Dans la Rome antique, la torture a pour but principal d'aider le juge à établir la vérité (ad eruendam veritatem) lors de la procédure d'interrogatio. Interdite à l'époque républicaine qui met en avant le principe d'intégrité du prévenu, elle est appliquée sous le principat. Un bourreau (appelé carnifex) et ses aides (tortores), sous la présidence d'un quaesitor, administrent la torture judiciaire (quaestio). Elle s'applique à l'origine uniquement aux esclaves puis, à partir du IIe siècle, aux citoyens des classes inférieures (humiliores, hommes libres indigents) accusés de faux, de spéculation et d'adultère et prend une extension considérable sous le Bas-Empire, avec la multiplication des accusations pour crime de lèse-majesté (crimen laesae maiestatis).

#### Du Moyen Âge auXVIesiècle
Au Moyen Âge et jusqu'au XVIIIe siècle en Europe, le duel, le serment et l'ordalie (« preuves irrationnelles ») furent remplacés par une recherche plus « rationnelle » des preuves : le système inquisitoire admit à partir du XIIIe siècle deux « preuves légales » (l'aveu de l'accusé appuyé par des indices suffisants et la déposition de deux témoins de visu) pour établir la culpabilité au pénal (le procès civil admettait quant à lui des indices légers appelés « adminicules », graves ou indubitables, selon le concept canoniste de demi-preuve (en)).

##### Droit public
La torture a longtemps été considérée comme un moyen légitime d'obtenir des aveux (l'aveu comme reine des preuves, la probatio probatissima, reste la règle jusqu'à la fin de l'Ancien Régime) ou des informations de la part des suspects, informations utilisées au cours du procès. Les affaires les plus graves (homicides, blessures ou vols importants, rapts et viols) bénéficient d'une procédure extraordinaire, caractérisée par le secret de l'instruction et l'emploi de la torture. Ainsi, ce châtiment n'était qu'un moyen subsidiaire de preuve utilisé après que les deux « preuves légales » eurent été épuisées, à savoir l'aveu libre ou le témoignage, la torture aidant en dernier ressort le juge qui, s'il ne disposait que de forts indices de culpabilité mais sans les « preuves légales », devait acquitter le prévenu.
Les juridictions civiles laïques réglementèrent l'usage de la torture dès le XIIIe siècle, épargnant les personnes fragiles (vieillards, enfants, nobles excepté pour des crimes « ignobles ») et ne la pratiquant qu'en cas de crimes avec des présomptions fortes de culpabilité,. La fonction de police judiciaire fut en partie déléguée au XVIe siècle au clergé paroissial par la pratique du monitoire à fin de révélations qui, en obtenant des témoignages sous peine d'excommunication, évite la torture.
Au XIVe siècle, la torture fait partie du code d'instruction criminelle. Sous le nom de « question », elle peut être « préparatoire » ou « préalable » : préparatoire quand son dessein est d'arracher à l'accusé l'aveu de son crime ou celui de ses complices, préalable quand elle constitue une aggravation de peine, préalablement à l'exécution capitale. Par exemple, en France, les frères Gauthier et Philippe d'Aunay furent suppliciés et exécutés le 12 avril 1314, en place publique à Pontoise, pour avoir été les amants des épouses des fils du roi de France, Philippe IV le Bel. Si la torture est plus ou moins réglementée par les juridictions laïques (telles que le Parlement de Paris), puis par l'ordonnance de Blois de 1498, elle demeure utilisée, notamment dans les procès politiques (l'affaire des Templiers, le procès pour l'héritage du comté d'Artois intenté par et contre Robert III d'Artois en 1330-1332, la disgrâce et le procès en lèse-majesté de Jacques Cœur en 1451, les procès de Charles de Melun en 1468 ou Jacques de Brézé en 1477, ou encore le fameux écartèlement, en 1757, de Robert-François Damiens pour tentative de régicide, décrit par Foucault dans Surveiller et punir, et la non moins célèbre affaire Calas, en 1761-1762, suivie de l'affaire du chevalier de La Barre, en 1766, qui conduit Voltaire à inclure une entrée « torture » dans son Dictionnaire philosophique).
L'ordonnance de Blois de 1498 imposa que lorsque le torturé avouait, les aveux devaient être renouvelés hors de toute contrainte. Si le torturé n'avouait pas, il était acquitté, l'ordonnance criminelle de 1670 remettant finalement en cause cette disposition lorsqu'il pesait une présomption forte de culpabilité sur l'accusé. Ces ordonnances accélérèrent ainsi le déclin de l'usage de la torture.
La torture a été abolie en France par Louis XVI en deux étapes :
- abolition de la question préparatoire (torture infligée à un accusé pendant la procédure pour lui arracher les aveux de son crime, appliquée seulement au cas où sa culpabilité est déjà établie mais pas suffisante pour pouvoir le condamner à mort) par ordonnance royale du 24 août 1780[30] ;
- abolition de la question préalable appelée aussi question définitive (torture infligée juste avant l'exécution d'un condamné pour lui arracher des aveux et lui faire dénoncer ses complices et comparses, et éventuellement pour découvrir les choses ayant permis de commettre l'infraction) en 1788[31].

##### En droit canon et sous l'Inquisition

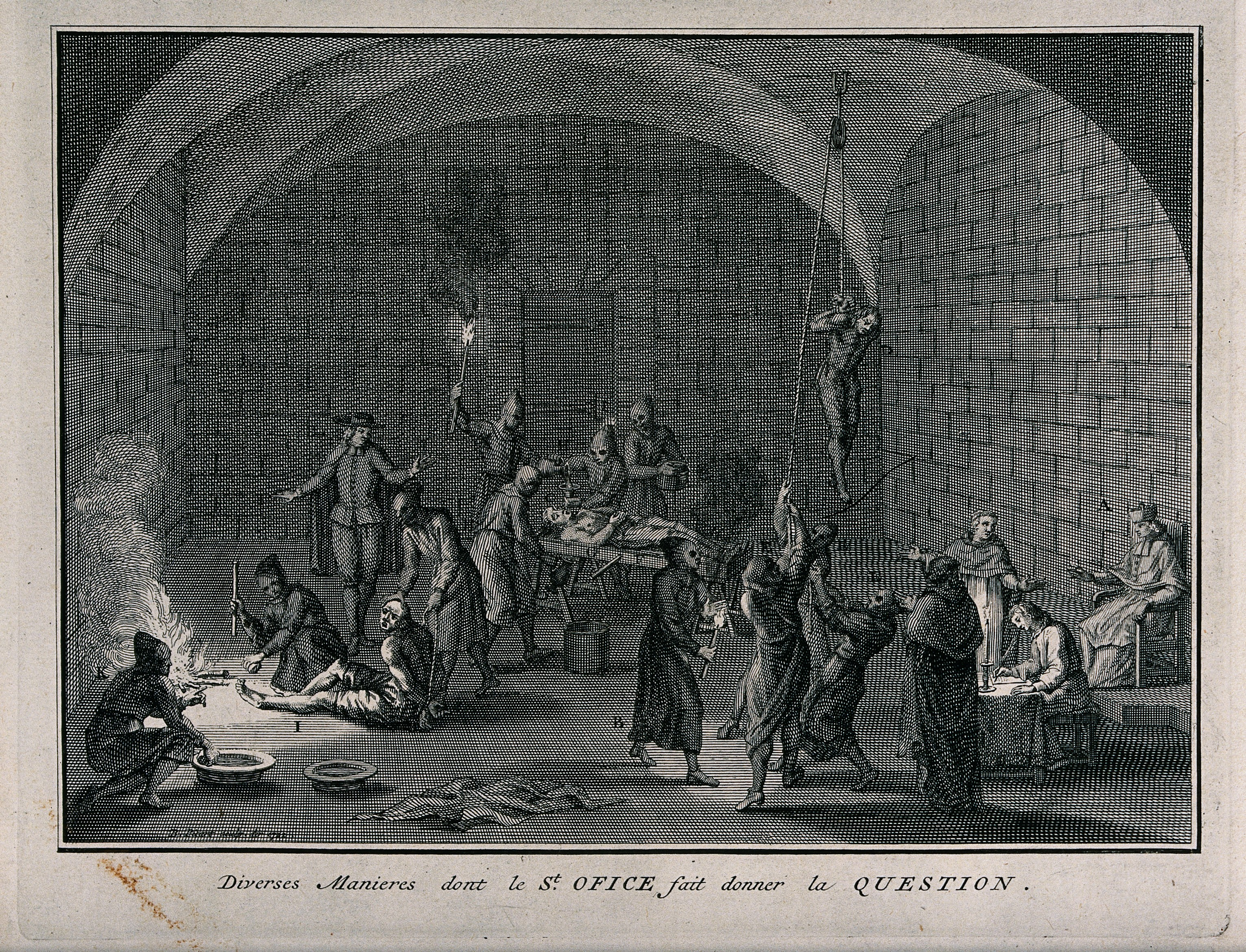
« Diverses manières dont le St Office fait donner la question » (gravure par B. Picart, 1722).

Le pape Innocent IV officialisa la « question » dans le cadre des procès concernant les hérétiques (les « crimes de lèse-majesté divine », ou crimen laesa majestatis divinae), dans la bulle Ad extirpanda de 1252. Si cette bulle permettait l'usage de la torture dans le cadre des enquêtes concernant d'éventuelles hérésies, elle n'autorisait toutefois pas les prêtres à en faire usage eux-mêmes. C'est le successeur d'Innocent IV, Alexandre IV, qui étendit cette pratique par la bulle Ut negotium fidei de 1256, qui permettait aux inquisiteurs de s'absoudre mutuellement en cas d'irrégularités canoniques commises dans le cadre de leur travail. Ainsi, à partir du XIIIe siècle, l'association de la torture avec le procès inquisitorial et le principe du periculum animarum, qui permettait de ne pas appliquer les garanties juridiques si elles causaient un danger pour les âmes, aboutit à la soumission des hérétiques à toute forme de torture jugée adaptée par l'inquisiteur. Ces pratiques sont codifiées au XIVe siècle dans Le Manuel des inquisiteurs. Progressivement, d'autres délits ont été assimilés à l'hérésie et donc susceptibles de torture par les inquisiteurs, dont la sorcellerie.

##### Différents moyens de torture

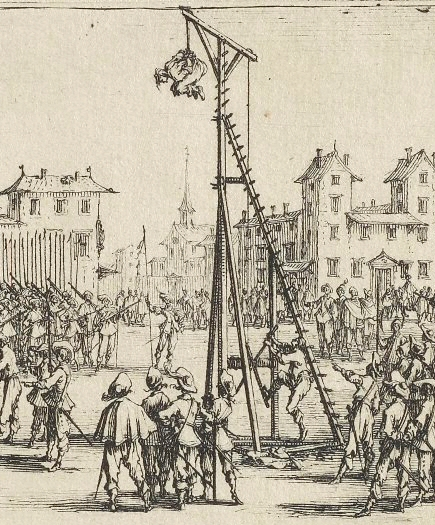
Supplice de l'estrapade par J. Callot, 1633.

La manière d'appliquer la « question » variait suivant les lieux et les usages. À Paris, elle se donnait généralement à l'eau ou aux brodequins. Chaque province de France disposait de supplices spécifiques (estrapade, chevalet), et ce jusqu'à la fin du XVIIe siècle qui voit le Parlement de Paris tenter d'unifier les modes de tortures, privilégiant les brodequins qui brisaient les os et l'absorption forcée de cruches d'eau.

###### Supplice de l'eau

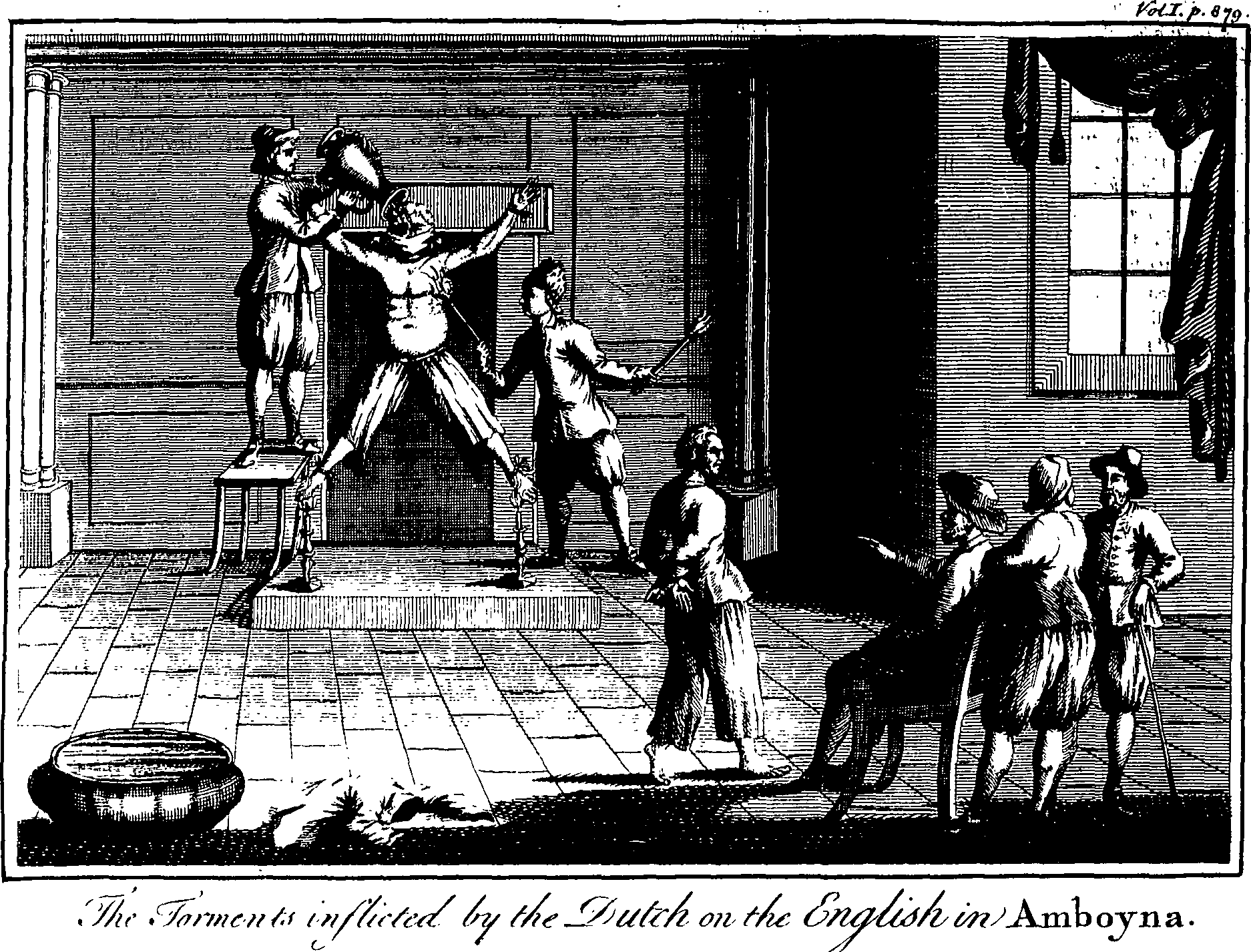
Supplice de l'eau : « Tourments infligés par les Hollandais aux Anglais à Amboyna » (1744).

« La question de l'eau ordinaire avec extension se donnait sur un petit tréteau, au moyen de quatre coquemars remplis de liquide. Un homme tenait la tête de l'accusé, qui était solidement lié et à qui on avait mis une corne dans la bouche afin qu'elle demeurât ouverte. Le questionnaire prenait le nez du malheureux prévenu et le lui serrait en le lâchant de temps en temps pour lui laisser la liberté de la respiration. Il tenait le premier coquemar haut et en versait lentement le contenu dans la bouche du patient. Après le quatrième coquemar, on passait souvent à la question extraordinaire sur le grand tréteau en ajoutant quatre nouveaux coquemars. »

###### Brodequins

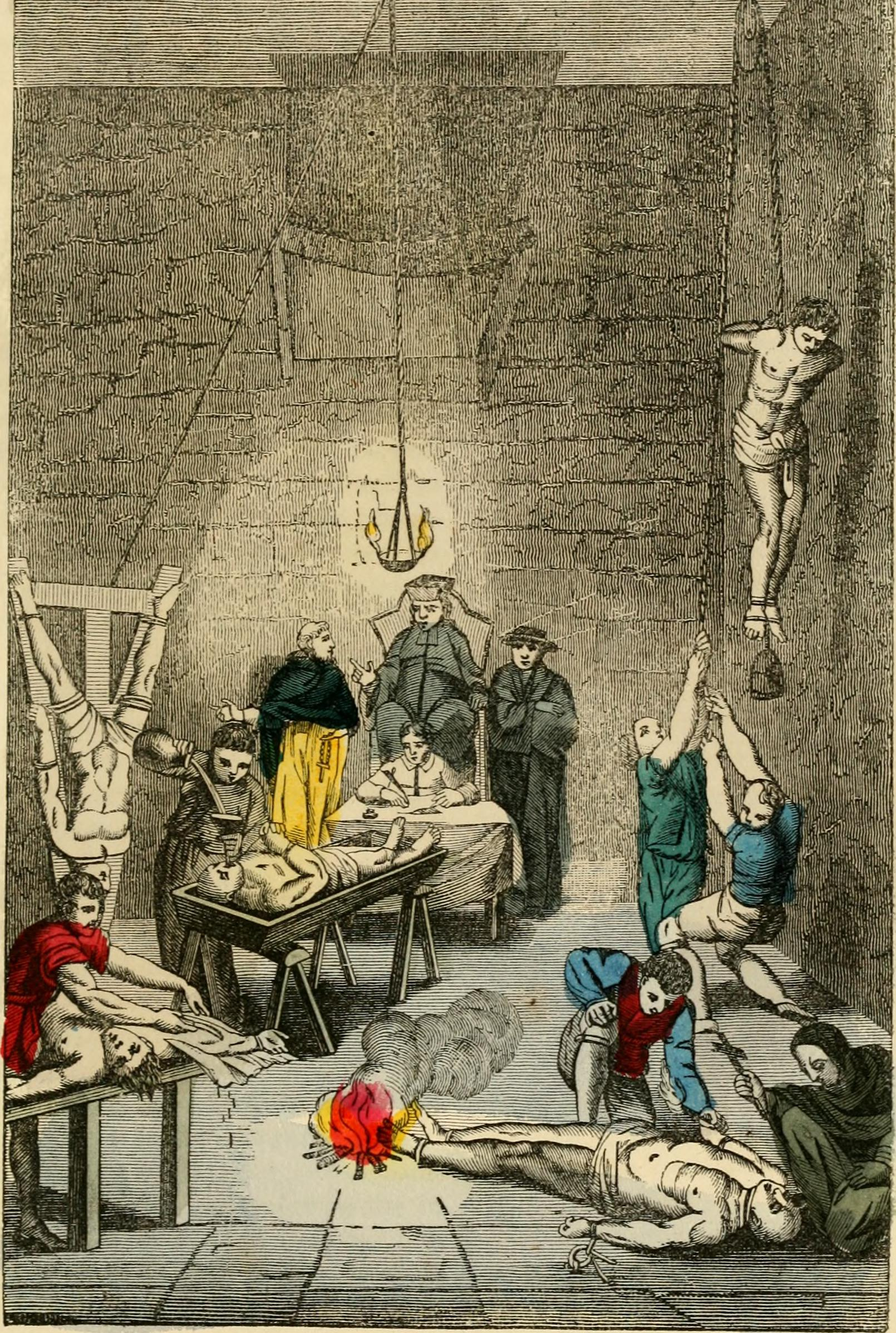
« Différents modes de torture de l'Inquisition espagnole », 1854.

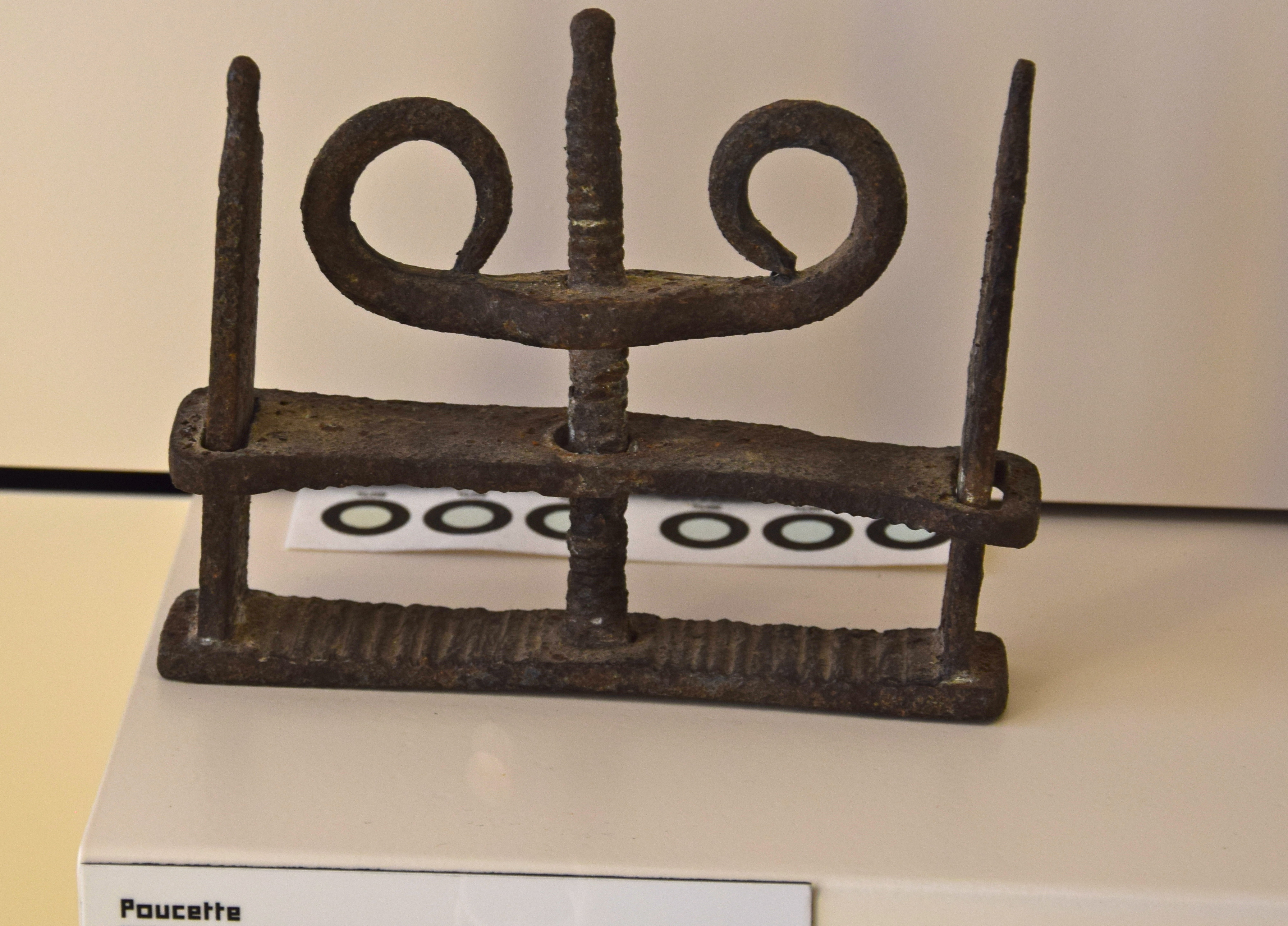
Poucette de l'échevinage de Douai.

« Aux brodequins, l'accusé était assis sur une sellette. On lui enfermait les jambes entre quatre planches de bois de chêne dépassant le haut du genou, deux planches pour chaque jambe. Ces quatre planches étaient percées de quatre trous chacune, dans lesquels étaient passées de longues cordes que le questionnaire serrait fortement. Ensuite, il enroulait les cordes autour des planches pour les maintenir plus étroitement, et, avec un maillet, il poussait à force sept coins de bois, l'un après l'autre, entre les planches à l'endroit des genoux, et un huitième aux chevilles en dedans. »

« En présence de juges doués d'une si prodigieuse insensibilité, de ces successeurs d'Étienne Boyleau, prévôt de Paris sous le règne de saint Louis, qui faisait pendre son filleul convaincu de vols, c'est maintenant qu'il faut admirer la tendre sollicitude des généreux dispensateurs de la question. Le misérable n'en peut mais. Ses membres, brisés par les brodequins, la pelote ou par un autre supplice également diabolique, lui refusent tout service. Pendant que les coins de bois, frappés par le maillet du questionnaire, lui meurtrissaient les jambes et faisaient craquer ses os au milieu de souffrances inouïes, un impassible greffier se tenait à son bureau, prêt à enregistrer des phrases faites de cris de douleur et d'aveux. »

« Encore un peu et il va rendre l'âme. Les médecins, les chirurgiens et les barbiers jurés s'approchent alors et constatent le lamentable état du prévenu. Aussitôt, on le place sur un matelas auprès d'un bon feu et on lui fait prendre un cordial repas réparateur pour le disposer à une deuxième épreuve. Quelquefois même la maladie d'un prisonnier n'était pas un motif suffisant pour qu'on l'exemptât de la question. »

###### Grésillons ou poucettes
On utilisait aussi les grésillons, aussi appelés « poucettes », dans les débuts du processus de la question. On insérait le doigt du supplicié dans un dispositif constitué de plusieurs lames de métal, qui étaient ensuite rapprochées l'une de l'autre par le jeu d'un mécanisme (des cordages noués, par exemple), ce qui broyait le doigt du sujet, lui provoquant de vives douleurs dont il était attendu qu'elles le conduisent à l'aveu,,.

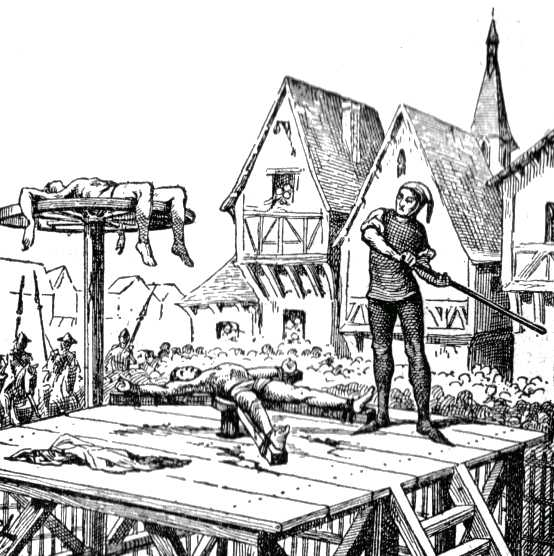
Les deux phases du supplice de la roue : bris des membres suivi de l'agonie sur la roue hissée.

###### Supplice de la roue
En France, la Cour peut condamner une personne à différents supplices dont on sait qu'ils la mèneront à la mort. C'est ce qui arriva en 1754 à Colmar au juif Hirtzel Lévy, condamné à être rompu vif et exposé sur la roue, après avoir été soumis à la question ordinaire et extraordinaire[Quoi ?] en révélation de complices. Pour cette dernière qu'il subit pendant plus de six heures la veille et le matin même de son exécution, on imagina pour lui un anneau de fer serré autour de la tête qui fit sortir son sang de ses yeux, mais pas un aveu ne sortit de sa bouche. Puis vint le supplice de la roue, la face tournée vers le ciel, où on lui rompit à l'aide d'une barre de fer les os des jambes, des cuisses et des reins sur une petite roue dressée sur un échafaud, choisie par l'exécuteur afin que la tête du supplicié vienne pendre dans le vide et y rejoindre ses pieds. Après plusieurs heures de ce traitement, le juif supplia qu'on lui donne de l'eau. On força du vin dans sa gorge, il le recracha. Le coup de grâce ne vint qu'après dix-huit heures d'agonie — ce qui est rare —, contre une pièce glissée dans la main du bourreau. La roue fut ensuite fixée au sommet d'un poteau sur la grande route de Colmar. Pendant plusieurs mois, le corps y resta ainsi exposé aux intempéries, aux outrages des oiseaux et aux regards et à l'insulte des passants — avant qu'une révision de son procès n'innocente totalement le juif Lévy,.

### Droit musulman
Si la torture était aussi répandue dans le monde musulman du Xe siècle au XIIIe siècle, elle n'était alors utilisée qu'en tant que châtiment (par exemple, le crucifiement) ou comme moyen d'investigation par les fonctionnaires ou les percepteurs d'impôt. Entre le IXe et le XIIe siècle, toutes les écoles du fikh concordent ainsi sur l'interdiction de la torture dans le cadre judiciaire, comme moyen d'extorquer des aveux.
La doctrine hanéfite classique (Xe – XIIIe siècle), dominante pendant cette période, refuse ainsi son usage, dans le cadre judiciaire, par le qadi (juge chargé d'appliquer le droit musulman),. Abou Yoûsouf, l'un des fondateurs de l'école hanéfite et qadi suprême du calife Haroun al-Rachid à la fin du VIIIe siècle, s'oppose à son usage par les percepteurs (dans le Kitab al-Karaj) et parvient à convaincre le calife de l'interdire dans ce cadre en 800. Le juriste de Transoxiane Sarakhsi (XIIe siècle) condamne quant à lui la torture dans le cadre judiciaire, affirmant que les aveux ainsi obtenus ne peuvent être crédibles, la personne torturée étant prête à dire n'importe quoi,. Le juriste chaféite Al-Mâwardi, collaborateur intime du calife au XIe siècle, accorde au chef de la police (le sahib as-surta) le droit d'utiliser de la prison, des coups de bâton ou des menaces de mort pour faire pression sur les suspects, mais refuse ce droit au qadi. Selon lui, l'aveu extorqué par la police n'est donc pas juridiquement valable (contrairement au ius commune européen), mais il peut préparer l'aveu spontané sur lequel se fonde le jugement.
Cependant, progressivement, les qadis vont obtenir d'autres fonctions politiques et administratives : le système juridique du qadi, qui était l'un des modes de juridiction à côté d'autres, tels ceux qui assuraient la sécurité de l'État, la lutte contre le brigandage ou l'hérésie, le contrôle de l'administration, etc., englobe progressivement ces derniers. La doctrine postclassique hanéfite réclame ainsi, à partir du XIIIe – XIVe siècle, le droit d'utiliser la torture dans le cadre judiciaire du qadi, en s'inspirant pour cela de théorisations de l'école malékite (par exemple de celles d'Ibn Farhoun au XIVe siècle, qui revendique pour le qadi les mêmes compétences que le chef de la police, et dont le traité fut plagié par le juriste hanéfite Ali Khalil al-Tarabulsi). De même, l'école hanbalite admettra celle-ci à partir du XIIIe – XIVe siècle. Dans l'Égypte mamlouk (esclaves affranchis d'origine turque ou tcherkesse), la torture devient ainsi courante à partir du XIVe siècle, à la fois dans la procédure judiciaire et en tant que peine, sous l'autorité des juges militaires (les hajib al-hujjab) qui vont réduire l'autorité des cadis.

### Époques moderne et contemporaine
La torture reste une méthode de répression commune dans les dictatures et régimes totalitaires, mais aussi dans des démocraties. L'historien britannique Eric Hobsbawm relève qu'« à l'aube du XXe siècle, la torture avait été officiellement supprimée à travers l'Europe occidentale. Depuis 1945, nous nous sommes de nouveau habitués, sans grande répulsion, à la voir utilisée dans au moins un tiers des États membres des Nations unies, y compris dans quelques-uns des plus anciens et des plus civilisés. »
Tout au long du XXe siècle, la torture a été pratiquée, que ce soit lors de conflits armés — guerre d'Espagne, Seconde Guerre mondiale, guerres de décolonisation (pendant la guerre d'Indochine, pendant la guerre d'Algérie, pendant la guerre du Vietnam) — ou comme élément d'un système policier répressif à l'échelle nationale ou internationale (opération Condor, guerre sale). C'est avec l'émergence des stratégies dites « contre-insurrectionnelles », du concept de « sécurité intérieure », et la création de la figure de l'« ennemi intérieur » — dont il s'agit de contenir les visées subversives — que la torture s'est institutionnalisée dans plusieurs pays au point de l'intégrer dans les cursus de formation des forces de sécurité. En Uruguay dans les années 1960 et 1970, un manuel distribué aux policiers portait comme titre Comment tenir en vie les torturés (voir aussi l'affaire autour de l'agent du FBI Dan Mitrione).

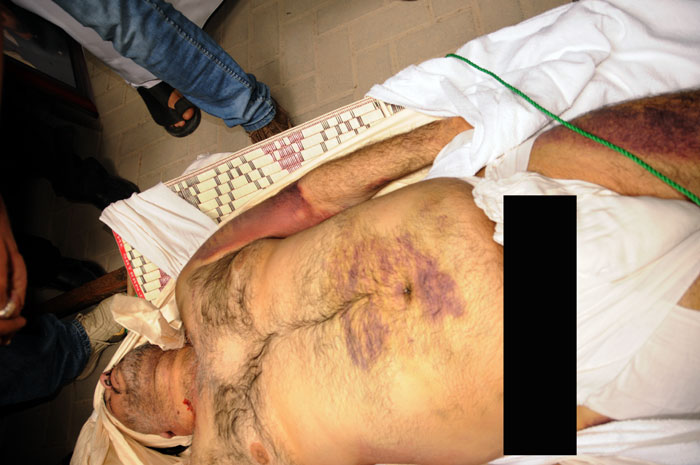
Victime de torture au Bahreïn en 2011.

Au début du XXIe siècle, la torture est une pratique utilisée par nombre de pays.
Les forces armées de la fédération de Russie utilisent la torture en Tchétchénie afin d'obtenir les aveux des prisonniers : ils sont battus, brûlés avec des mégots de cigarette et torturés à l'électricité.
La torture est pratiquée illégalement en Chine, notamment au Tibet. Wang Zhenchuan, procureur adjoint du parquet suprême de la république populaire de Chine, a admis publiquement en 2006 que « la plupart des erreurs judiciaires en Chine sont la conséquence d'aveux extorqués sous la torture ». Pourtant, l'article 247 du code pénal chinois punit la torture commise par un fonctionnaire.
En Algérie, la torture est utilisée contre des personnes soupçonnées de détenir des informations concernant des activités terroristes ou autres. L'ONU dénonce l'utilisation de la torture dans les prisons des Émirats arabes unis.
En Syrie, la torture, pratiquée presque systématiquement dans les prisons gouvernementales, se développe à une échelle sans précédent dès les premières manifestations de la contestation populaire du printemps 2011. Les manifestants et personnes soupçonnées d'être opposées au régime sont arrêtées ou enlevées puis torturées, affamées, maltraitées, violées, dans une pratique assimilée à une politique d'État « d'extermination » des détenus assimilable à un crime contre l'humanité, selon l'ONU et différentes ONG,,.

### États-Unis

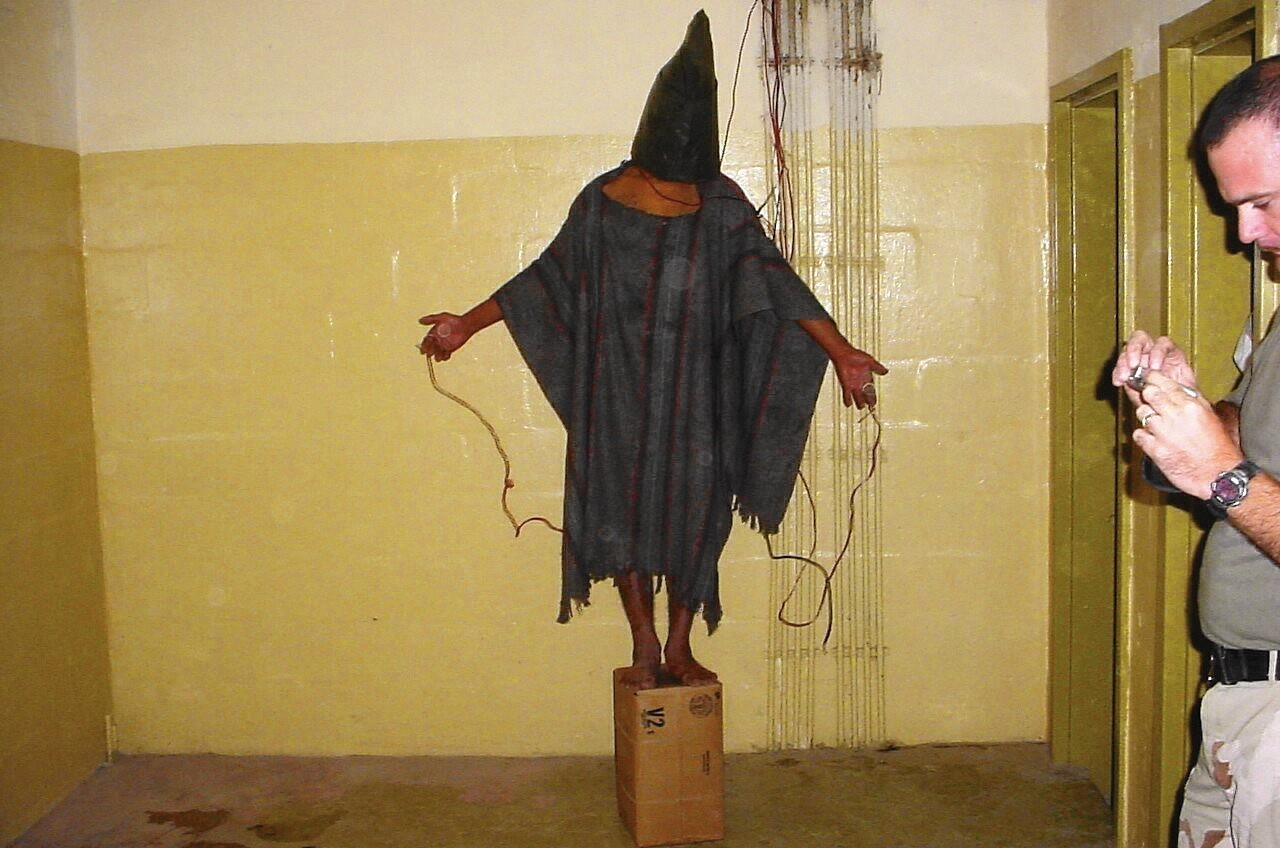
Torture dans la prison d'Abou Ghraib en 2004.

Après les attentats du 11 septembre 2001, l'administration Bush définit la torture, dont elle confirme l'interdiction, comme étant la douleur « d'une intensité équivalente à celle dont s'accompagne une blessure physique grave, de l'ordre de la défaillance organique, par exemple ». À la suite de l'adoption de la loi sur les commissions militaires (Military Commissions Act) en 2006, cette définition est toutefois rendue plus englobante. Les procédés varient, et s'intègrent dans la procédure d'enlèvement dite d'extraordinary rendition. Il s'agit d'enlever une personne et soit de la soumettre, en général dans des centres de détention clandestins dénommés black sites, à des procédures d'interrogatoires qui ont pu être dénoncées comme constituant des formes de torture (et euphémisées par l'administration Bush sous le nom d'enhanced interrogations ou « interrogatoires renforcés »), soit de la transférer à des « pays amis » en principe dotés d'un régime moins démocratique, et où cette personne est soumise à la torture par les agents locaux.
La CIA a reconnu, mardi 5 février 2008, avoir eu recours à la cagoule et la simulation de noyade. Quatre-vingt-douze[réf. nécessaire] vidéos d'interrogatoires effectués par la CIA sur des membres présumés d'Al-Qaïda ont été détruites en 2005, ce qui a suscité, début 2008, une enquête criminelle effectuée par le département de la Justice. L'administration Obama a fait mettre en place une commission d'enquête du Sénat sur les interrogatoires et les détentions de la CIA. Elle s'est concentrée sur la question de savoir si ces « méthodes dures » ont effectivement, ou non, permis d'obtenir des informations, comme l'affirmait l'administration Bush. Le rapport de la commission d'enquête terminé à la fin de 2012 et rendu public le 9 décembre 2014 dans une version raccourcie établit que les actes de torture sont inefficaces. Il établit également que la CIA a fourni au décideur public des informations trompeuses, et que les techniques d'interrogations étaient bien plus brutales que ce qui avait été communiqué.

### Canada
En droit canadien, la torture est contraire à l'article 12 de la Charte canadienne des droits et libertés qui interdit les peines cruelles et inusitées. Il est donc interdit d'y avoir recours.
Cela dit, malgré l'article 12 de la Charte canadienne, le législateur canadien pourrait tout de même théoriquement prévoir la peine de torture dans une loi parce que l'article 33 de la Charte (dite clause nonobstant) permet de déroger aux articles 2 et 7 à 15 de la Charte, et donc de suspendre temporairement toute une série de droits fondamentaux, y compris le droit à la protection contre la torture,.

## Conséquences sanitaires

### Effets psychologiques
Les effets psychologiques de la torture - c'est-à-dire de toutes les méthodes combinées, tant physiques que psychologiques, décrites en détail dans le Protocole d'Istanbul et dans de nombreuses autres publications médicales - sont bien connus. Les effets psychologiques les plus fréquents sont les suivants :
- expérience du traumatisme (flashbacks, cauchemars, réactions de stress, méfiance — même à l'égard des membres de la famille — à la limite de la paranoïa) ;
- évitement de tout ce qui rappelle l'expérience de la torture (aussi appelé « engourdissement émotionnel ») ;
- hyperexcitation (irritabilité, troubles du sommeil, hypervigilance, anxiété constante, difficultés de concentration) ;
- symptômes dépressifs, et ce qu'on appelle la « dépersonnalisation » (comportement typique reconnu, sentiment de détachement de son corps).

## Controverses

### Efficacité
La torture est controversée non seulement dans son principe (cruauté, etc.), mais dans sa finalité même, ainsi que dans son efficacité. Dans le cadre de la « guerre contre le terrorisme » lancée par l'administration Bush, qui procédait à des « extraordinary renditions » (enlèvements suivi de séquestrations, parfois dans des « sites noirs » de la CIA) et à des interrogatoires renforcés (enhanced interrogation, un euphémisme utilisé par l'administration pour qualifier des actes considérés par le droit international comme relevant de la torture), le rapport du Sénat américain rendu public en 2014 établit que les actes de tortures, pratiqués de 2001 à 2009 dans le camp de Guantánamo, ont été inefficaces, dans le sens qu'ils n'ont pas permis d'obtenir des informations fiables,.

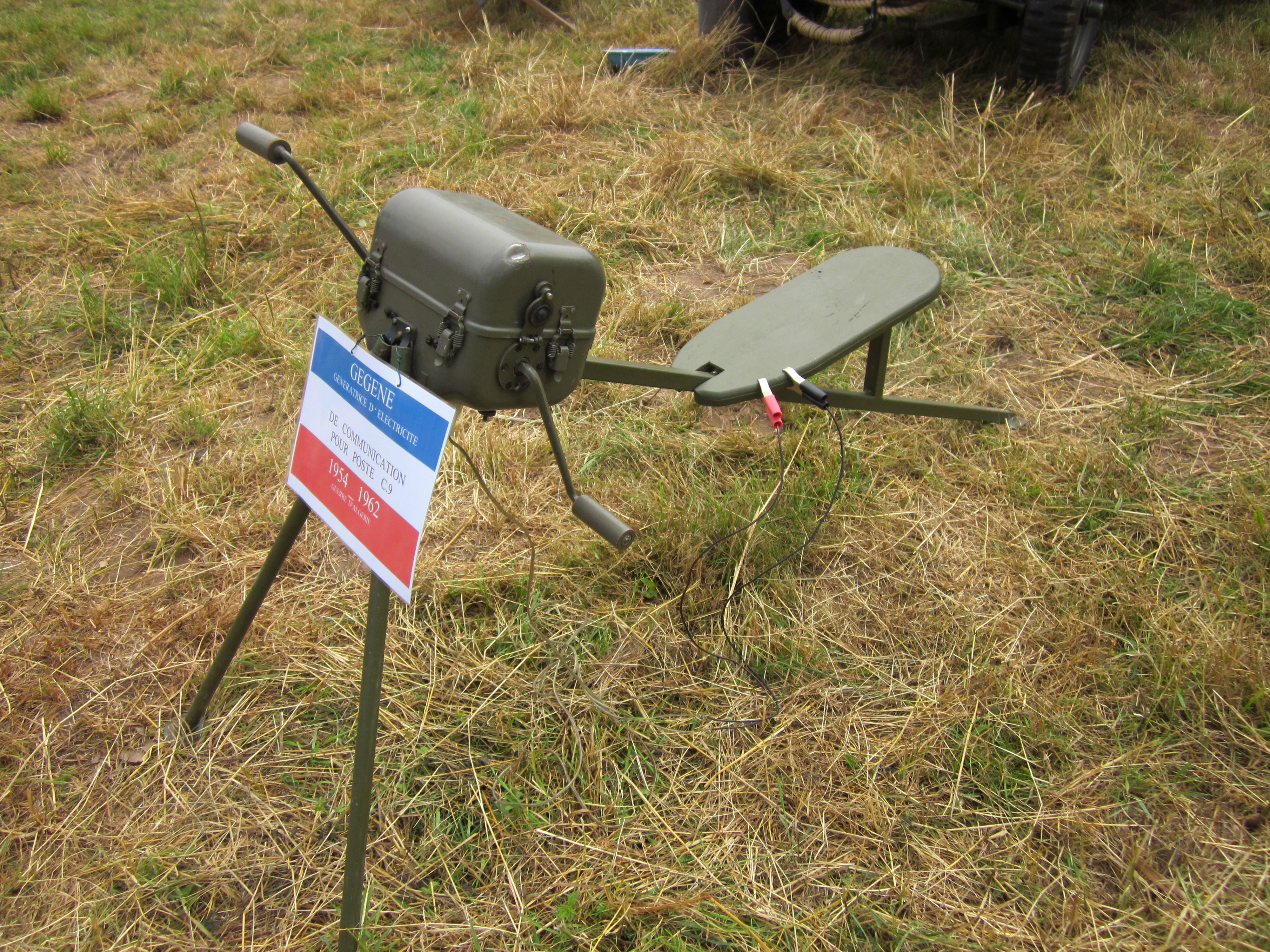
Gégène, génératrice pour torture à l'électricité.

S'agissant de la torture pendant la guerre d'Algérie, une multitude de témoignages existe. Mais la finalité même du renseignement est parfois contestée : selon l'historienne Raphaëlle Branche, la torture visait ainsi essentiellement à terroriser, et donc à soumettre, la population, davantage qu'à extraire des renseignements opérationnels (une méthode qui aurait été poursuivie, en Amérique latine, lors de la « guerre sale », selon le livre de Marie-Monique Robin sur les escadrons de la mort).
En 1949, un colonel de l'armée française en poste en Indochine dit au journaliste Jacques Chégaray envoyé sur place par la revue Témoignage chrétien :
« […] Et puis vous savez, dans les combats de guérilla, l'importance des renseignements. Un prisonnier qui avoue l'endroit précis où est cachée une mine piégée, c'est la vie de dix gars de chez nous qui est sauvée. Il faut y songer. Cette hantise de la mine cachée dans la brousse, c'est terrible. Pouvoir la détecter grâce aux aveux d'un prisonnier, cela nous semble de la bonne guerre. La vie de dix jeunes Français ne vaut-elle pas une heure d'interrogatoire ? »
— Pierre Vidal-Naquet, les crimes de l'armée française
À propos du « centre de renseignement de la ferme Ameziane à Constantine », Pierre Vidal-Naquet écrit :
« Tous ceux qui y sont passés sont unanimes à dire :
- que ces tortures font dire tout et n'importe quoi ;
- que les cas de folie sont fréquents ;
- que les traces, cicatrices, suites et conséquences sont durables, certaines même permanentes (troubles nerveux, par exemple) et donc aisément décelables. Plusieurs « suspects » sont morts chez eux le lendemain de leur retour. »

Extrait de la déposition du capitaine Joseph Estoup au procès du lieutenant Daniel Godot, membre de l'OAS et accusé de crime, le 1er août 1962, à propos des soldats tortionnaires :
« Lorsque la fin est la seule justification des moyens, cette justification disparaît si la fin n'est pas atteinte. C'est alors le désarroi des souillures tenaces. Et c'est le drame, et ce drame est encore pire lorsque non seulement la fin n'est pas atteinte mais encore, délibérément et subitement, n'est plus recherchée.

Alors deux attitudes sont possibles : ou bien se refaire une lâche vertu dans une garnison paisible ou dans un commandement plein d'honneur, ou dans un complet civil ; ou bien, lorsqu'on a du respect humain, chercher jusqu'à la limite à atteindre cette fin qui justifiait les fautes commises.

Si dans les unités d'intervention il s'est trouvé tant de « jusqu'au-boutistes », ce n'est pas parce qu'à force de violence ils seraient devenus violents à la recherche de nouvelles violences. Non. Pour dire cela il faut ne jamais avoir subi de sévices et n'en avoir jamais infligé. Je porte témoignage que, pour une part secrète, tacite, intérieure, tenaillante, mais pour une part importante, c'est parce que ces hommes ne voulaient pas avoir méfait pour rien, et, à la limite, leur attitude est un acte désespéré de damnés qui veulent se venger du démon qui les a menés en enfer. »
Shane O'Mara, professeur de neurosciences au Trinity College explique à l'aide des neurosciences, de la neuropsychiatrie, de la psychologie expérimentale pourquoi la torture est inefficace et ne parvient pas à faire parler.

### Philosophie

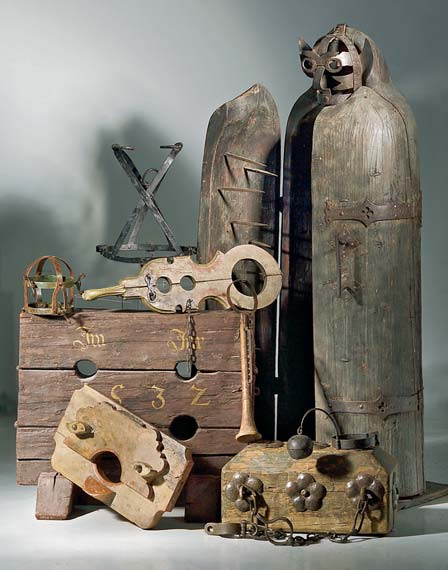
Divers anciens instruments de torture.

Saint Augustin condamne la torture fermement : « Pour découvrir s'il est coupable, il est mis à la torture, innocent il subit pour un crime incertain les peines les plus certaines et cela, non parce qu'on découvre ce qu'il a commis, mais parce qu'on ignore s'il ne l'a pas commis. Ainsi l'ignorance du juge fait le plus souvent le malheur de l'innocent… ».
Anton Praetorius édite en 1598 le livre Von Zauberey und Zauberern Gründlicher Bericht (De l'étude approfondie de la sorcellerie et des sorciers), manifeste contre la persécution des sorcières et contre la torture. En 1602, lors d'une réédition de ce livre il trouva le courage de le signer de son propre nom. De nouvelles rééditions s'ensuivent en 1613 puis 1629.
Cesare Beccaria condamnera également l'usage de la « question » dans son ouvrage Des délits et des peines, publié en 1764, et critique son utilisation durant les procès.

### Droit international
La torture est proscrite par le droit international depuis la fin de la Seconde Guerre mondiale. Outre la Convention européenne des droits de l'homme, les conventions et traités suivant concernent la torture :
- le Pacte international relatif aux droits civils et politiques (PIDCP, 1966, dans son article 7) ;
- les Conventions de Genève de 1949 et leurs Protocoles additionnels de 1977 ;
- la Convention contre la torture (1984) ;
- la Convention relative aux droits de l'enfant (1989) ;
- la Convention américaine relative aux droits de l'homme (1969) ;
- la Charte africaine des droits de l'homme et des peuples (1981) ;
- la Charte arabe des droits de l'homme (2004), entrée en vigueur en 2008.

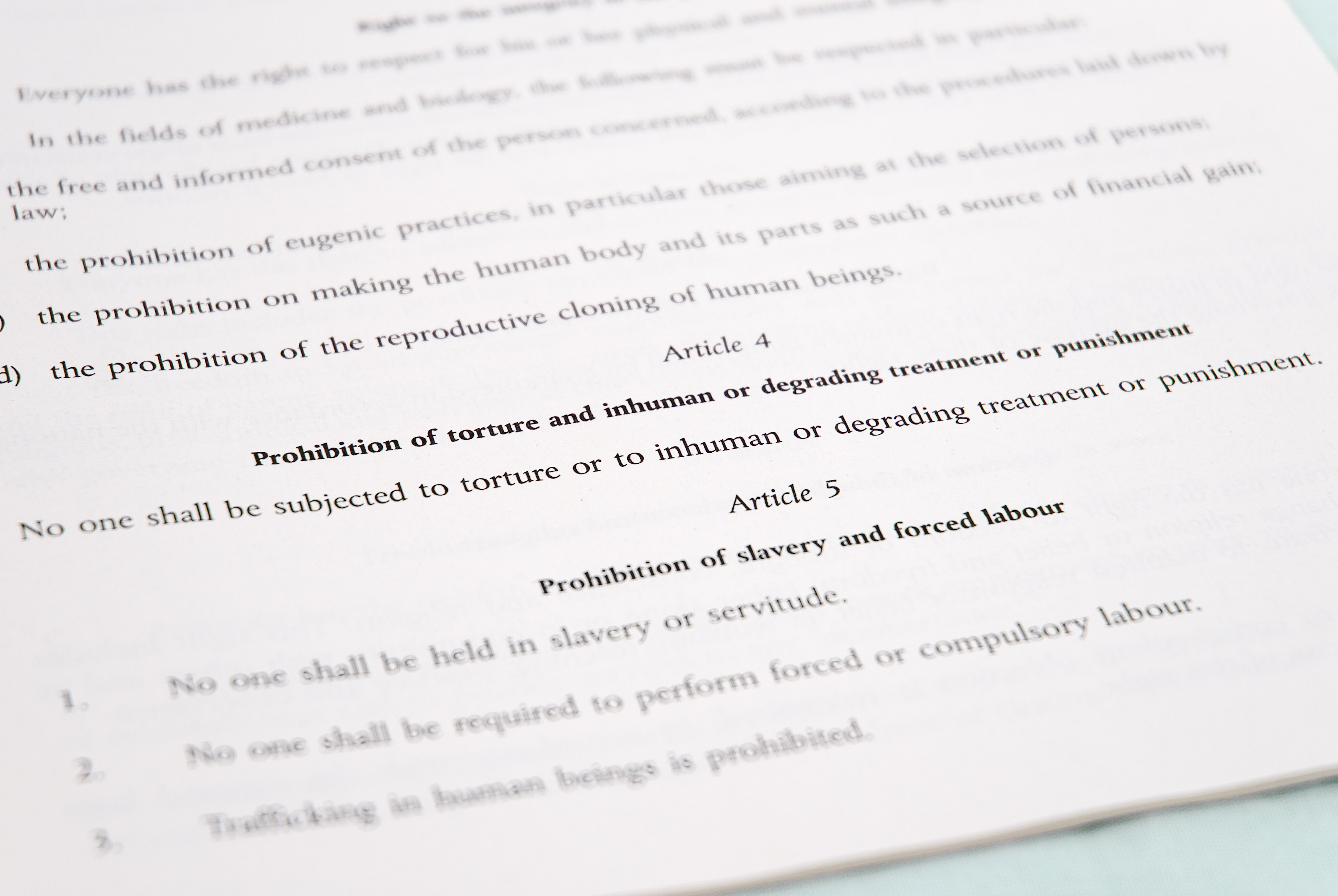
Article 4 de la Charte des droits fondamentaux de l'Union européenne interdisant la torture.

La Convention contre la torture et autres peines ou traitements cruels, inhumains ou dégradants, adoptée par l'Assemblée générale des Nations unies le 10 décembre 1984 et entrée en vigueur le 26 juin 1987, présente l'intérêt de la définir pour la première fois et de l'interdire avec précision: voir paragraphe ci-dessous.
En matière de droit international coutumier, des éléments clés de la définition de la torture ont fait l'objet de références officielles : en résumé, elle implique « une douleur ou souffrance aiguës, physique ou mentale », infligées « intentionnellement » par des agents de l'État. La convention inter-américaine pour la prévention et la répression de la torture en étend la définition aux cas d'« applications de méthodes visant à annuler la personnalité de la victime ou à diminuer sa capacité physique ou mentale, même si ces méthodes et procédés ne causent aucune douleur physique ou angoisse psychique ». Le droit international humanitaire étend aussi la définition puisque la participation d'une personne ou d'une organisation (groupes paramilitaires, organisation terroriste, groupes mafieux) agissant à titre officiel n'est pas requise comme condition d'un acte de torture.
Dans sa jurisprudence, la Cour européenne des droits de l'homme énumère un certain nombre de cas concrets où « torture » et « peine ou traitement cruel, inhumain ou dégradant » se confondent ou se distinguent, développe la notion de « gravité », et précise que « certains actes autrefois qualifiés de « traitements inhumains et dégradants », et non de « torture », pourraient recevoir une qualification différente à l'avenir ».

### Convention de 1984
« La Convention contre la torture et autres peines et traitements cruels, inhumains ou dégradants » définit la torture dans son article 1, comme « tout acte par lequel une douleur ou des souffrances aiguës, physiques ou mentales, sont intentionnellement infligées à une personne. » Elle exige de tout État partie qu'il prenne « des mesures législatives, administratives, judiciaires et autres mesures efficaces pour empêcher que des actes de torture soient commis dans tout territoire sous sa juridiction », indiquant « qu'aucune circonstance exceptionnelle, quelle qu'elle soit, ne justifie la torture », écartant toute invocation d'ordres supérieurs (art. 2).
L'article 3 interdit le transfert de toute personne vers un lieu où elle risque la torture et l'article 4 stipule que tous les actes de torture sont définis comme un crime.
Les États ont obligation d'enquête lorsqu'une personne soupçonnée de torture se trouve sur leur territoire (art.6), ils doivent exercer leur compétence universelle sur ces personnes et si ces suspects ne sont pas extradés, les États doivent soumettre l'affaire à leur ministère public (art.7). Ils doivent ouvrir une enquête prompte et impartiale dès qu'il est soupçonné qu'un acte de torture s'est ou se serait produit sur un territoire relevant de leur compétence. Les États doivent former tous les responsables de l'application des lois à ne pas torturer (art. 10) ; ils doivent fournir des réparations aux victimes (art. 14) et exclure de toute procédure judiciaire toute déclaration obtenue sous la torture, sauf pour prouver que la torture a été pratiquée (art. 15).
La Convention européenne pour la prévention de la torture et des peines ou traitements inhumains ou dégradants a été complétée par deux Protocoles additionnels en 1993, qui sont entrés en vigueur le 1er mars 2002 après leur ratification par tous les États parties à la Convention.

### Prévention
En décembre 1984 est créé au sein de l'ONU le Comité contre la torture. Le Comité est constitué de 10 experts élus par les États parties. Les rapports présentés par les États parties sont examinés par le Comité en présence des représentants des États intéressés. Le Comité accepte de recevoir des informations pertinentes émises par les organisations non gouvernementales. Après avoir examiné le rapport d'un État partie, le Comité établit ses conclusions et recommandations publiées sous la forme d'une déclaration publique à la suite de sa session annuelle se déroulant au mois de novembre.
L'ONU a peu à peu élaboré des outils concernant la prévention de la torture et la nécessité d'assurer aux détenus des conditions de vie humaines, intitulés Ensemble de principes pour la protection de toutes les personnes soumises à une forme quelconque de détention et d'emprisonnement (1988).
En 1985, un système de compétence universelle à l'échelle du continent américain est mis en place par la Convention américaine pour la prévention et la répression de la torture. En 1987, le Conseil de l'Europe met en place d'un Comité chargé d'effectuer des inspections dans les lieux de détention situés en Europe.
Des tribunaux internationaux pour l'ex-Yougoslavie et le Rwanda ont été mis en place. En 1998, le Statut de Rome de la Cour pénale internationale, est adopté. Toutes ces instances sont destinées à juger dans un cadre international les individus accusés de crimes de guerre, de crimes contre l'humanité ou des faits de génocide, y compris des actes de torture.

### Organisations non gouvernementales
Il existe une Coalition des ONG internationales contre la Torture (CINAT), qui regroupe Amnesty International, l'Association pour la prévention de la torture (APT), la Commission internationale de juristes (CIJ), la Fédération internationale de l'action des chrétiens pour l'abolition de la torture (FIACAT), le Conseil international pour la réhabilitation des victimes de la torture (IRCT), Redress et l'Organisation mondiale contre la torture (OMCT) qui regroupe elle-même 200 ONG membres. Human Rights Watch est aussi très connue. Comité public contre la torture en Israël (PCATI, Public Committee Against Torture in Israel), est aussi connue, ayant été l'une des parties civiles au procès tenu devant la Cour suprême d'Israël, en 1999.
En France, la lutte contre la torture est menée par plusieurs associations : les plus notables étant la branche française d'Amnesty International et la ligue des droits de l'homme ; se manifestent aussi l'Action des chrétiens pour l'abolition de la torture (ACAT) et le Centre Primo Levi qui proposent « des soins médicaux et psychologiques aux personnes victimes de la torture et de la violence politique et à leurs familles ».
Toutefois, la torture est encore pratiquée de par le monde où les associations de lutte contre la torture sont interdites, que ce soit en secret ou sous couvert de législations entretenant un certain flou sur la question. Selon l'ONG ACAT France qui publie annuellement un rapport Un monde tortionnaire, sur les 19 pays étudiés en 2014 (aussi bien des démocraties que des dictatures), un sur deux pratique encore la torture. Sur les 153 États et territoires étudiés dans le rapport de 2007 d'Amnesty International au moins 102 avaient eu recours à la torture ou à d'autres mauvais traitements. En 2014, Amnesty International signale des cas de torture et d'autres formes de mauvais traitements commis par des agents de l'État dans au moins 141 pays de toutes les régions du monde (sur les 197 États reconnus par l'ONU) sur les 5 dernières années : dans 8 % des cas, la pratique tortionnaire est généralisée et systématique (Nigeria, Mexique, Corée du Nord) ; dans 16 % des cas, elle est généralisée mais non systématique (Brésil) ; dans 57 % des cas, elle est une pratique fréquente (Côte d'Ivoire) ; dans 19 % des cas, Amnesty répertorie des actes isolés (France, Allemagne).

## Opinion publique

### Arabie Saoudite
Deux hommes bahreïniens, Jaafar Sultan et Sadeq Thamer, ont été arrêtés sans mandat en Arabie saoudite en 2015 et ont été torturés. Le tribunal pénal spécialisé les a condamnés à mort en octobre 2021 mais le tribunal a confirmé leurs condamnations en avril 2022. En outre, Amnesty International a appelé le roi de l'Arabie saoudite à interrompre l'exécution des deux bahreïniens. De plus, ADHRB a appelé les gouvernements saoudiens et bahreïniens à organiser leur retour à Bahreïn afin qu'ils puissent retrouver leurs familles en septembre 2022.

### Bahreïn
Les organisations de défense des droits de l'homme, ADHRB, BIRD, CIVICUS, GCHR, IFEX, ont soulevé des préoccupations urgentes concernant le Dr Abduljalil Al Singace, défenseur des droits humains de Bahreïn. Il est en prison pendant plus de dix ans en violation de sa liberté d'expression et de droits de l'assemblée. Depuis le 8 juillet 2021, il a fait la grève de la faim pour protester contre la confiscation de sa recherche académique sur la culture bahreïnienne.
Au cours du printemps arabe 2011, Bahreïn a connu que le pays est fréquemment accusé par les ONG et les organisations internationales de suppression des défenseurs des droits de l'homme. Maintenant, Amnesty International a révélé qu'Al Singace souffre de multiples problèmes de santé, notamment des maux de tête, un problème de prostate et une arthrite et les officiers de prison ont cessé de délivrer les médicaments qui lui sont nécessaires. Cependant, après qu'Amnesty a accusé la nation du Golfe de ne pas avoir fourni de soins médicaux suffisants à Al Singace, le gouvernement de Bahreïn a nié toute maltraitance et torture de ses détenus.
Le 20 novembre 2021 a marqué le 10e anniversaire de la Commission d'enquête indépendante de Bahreïn (BICI) et il a été révélé des comptes choquants de torture, procès militaires des civils et des meurtres sanctionnés par l'État.

### À travers le monde
Une enquête publiée par un projet de recherche mené par l'université du Maryland auprès de 19 000 ressortissants de 19 pays différents, dans le cadre de la préparation de la journée internationale des Nations unies pour le soutien aux victimes de la torture, a montré que l'usage de la torture était, en 2008, majoritairement rejeté par l'opinion publique internationale, sauf en Inde, au Nigeria et en Turquie.
Miguel Benasayag écrivait en 1987 : « la torture constitue un véritable dérapage dans nos sociétés. Car elle est la violation d'un interdit fondamental, celui qui fait l'objet du consensus social fondant la légitimité de l'État de droit : le consensus selon lequel l'État (et ses représentants) ne doit jamais toucher le corps des individus, car l'État occupe précisément la place d'un tiers dont la reconnaissance par les individus-citoyens permet d'éviter la barbarie d'une société fondée sur le rapport duel, celui qui n'est régi que par la loi du plus fort. »
En 2008, la directrice du bureau d'Amnesty International auprès des Nations unies, Yvonne Terlingen, a accusé les États-Unis et l'Europe de ne pas favoriser l'opposition de leur opinion publique à l'usage de la torture à cause de la rhétorique de la guerre contre le terrorisme qu'ils ont employée ou cautionnée.

#### Ouvrages
- Amnesty International, DUDH : 60 ans après, 2008.
- Amnesty International, Combattre la torture, éditions francophones d'Amnesty International (EFAI), 2004  (ISBN 2-87666-148-9).
- Amnesty International, Enfants torturés, Des victimes trop souvent ignorées, EFAI  (ISBN 2-87666-118-7).
- Norbert Campagna, Luigi Delia, Benoît Garnot (dir.), La torture, de quels droits ? Une pratique de pouvoir (XVIe – XXIe siècle), Paris, Imago, 2014.
- Shane O'Mara, Pourquoi la torture ne marche pas. L'interrogatoire à la lumière des neurosciences, Genève, Markus Haller, 326 p.
- Muriel Montagut, L'Être et la torture, PUF, 2014
- Darius M. Rejali, Torture and democracy, Princeton University Press, 2007.
- Françoise Sironi, Bourreaux et victimes : psychologie de la torture, Odile Jacob, 1999.
- Michel Terestchenko, Du bon usage de la torture : Ou comment les démocraties justifient l'injustifiable, La Découverte, 2008.
- Surveiller et enquêter en matière de torture et autres peines ou traitements cruels, inhumains ou dégradants et de conditions pénitentiaires, par Amnesty International/CODESRIA, 2001  (ISBN 2-86978-089-3)
- Guillaume Flamerie de Lachapelle, Torturer à l'Antique. Supplices, peines et châtiments en Grèce et à Rome, Belles Lettres, 2013
- Faustine Harang, La Torture au Moyen Âge, XIVe – XVe siècles, PUF, 2017, 302 p.

#### Documentaires
- Tortionnaire, un documentaire de Frédéric Brunnquell et Pascal Vasselin faisant témoigner cinq anciens tortionnaires. Diffusé en 1999
- S21, la machine de mort Khmère rouge, film documentaire franco-cambodgien réalisé par Rithy Panh sorti en 2003, à propos d'un centre de torture khmer rouge et devenu depuis le Musée Tuol Sleng.

#### Articles
- Pierre Clastres, « De la Torture dans les sociétés primitives », L'Homme, 1973, no 3, p. 114-120. [lire en ligne]
- Marc Hecker, Du bon usage de la terreur, Institut français des relations internationales, coll. « Focus stratégique » (no 6), avril 2008, 31 p. (ISBN 978-2-86592-297-0, lire en ligne [PDF])
- Françoise Sironi et Raphaëlle Branche, « La torture aux frontières de l'humain », Revue internationale des sciences sociales, 2002/4, no 174, p. 591 à 600. [lire en ligne]
- Aloïs Hahn, « Contribution à la sociologie de la confession et autres formes institutionnalisées d'aveu [Autothématisation et processus de civilisation] », Actes de la recherche en sciences sociales, no 62-63, p. 54 à 68, Paris, juin 1986.
- Jean-Christophe Courtil, (en) « Torture in Seneca's philosophical works: Between Justification and Condemnation », in J. Wildberger & M.L. Colish (éds), Seneca Philosophus, « Trends in Classics », De Gruyter, 189-207.  (ISBN 978-3-11-034983-2)[88].